# 哈穆德堡
哈穆德堡（阿拉伯語：بُرْجُ حَمُّودٍ）是黎巴嫩黎巴嫩山省迈坦区的一个城镇，位于该国首都贝鲁特东北部，是大贝鲁特的一部分。哈穆德堡是一个住宅、工业、商业混合区，是中东地区人口最稠密的地区之一。当地主要居民为亚美尼亚人。